# Sarat Chandra Sinha
Sarat Chandra Sinha (Chapar, 1º gennaio 1914 – Guwahati, 25 dicembre 2005) è stato un politico indiano, Capo di governo (Chief Minister) dell'Assam ed un leader dell'Indian National Congress, dell'Indian National Congress (Socialist) e del Nationalist Congress Party. Fu un gandhiano.
Nacque nel 1914 in una povera famiglia nel villaggio di Bhakatpara, a Chapar, in Assam. Dopo aver frequentato la scuola primaria nel suo villaggio, si trasferì a Bilasipara, a 25 km da casa, per frequentare la scuola superiore. Dopo la laurea (bachelor) presso il Cotton College a Guwahati, proseguì gli studi alla Banaras Hindu University, laureandosi in legge.
Nel 1946 iniziò la sua carriera politica, con l'elezione presso l'assemblea statale dell'Assam. Nel 1972 fu nominato interim chief minister da Indira Gandhi e poi venne eletto a capo del governo dell'Assam, posizione che ricoprì fino al 1978. In seguito diventò membro dell'Indian National Congress (Socialist), partito del quale fu eletto presidente nel 1987. Infine si iscrisse al Nationalist Congress Party.
| Controllo di autorità | VIAF (EN) 31631797 · LCCN (EN) no99053422 |